# Campionati europei di ciclismo su strada 2019
I Campionati europei di ciclismo su strada 2019 si sono svolti ad Alkmaar, nei Paesi Bassi, dal 7 all'11 agosto. Per la prima volta si è svolta la gara della staffetta mista.

## Medagliere
| Pos.   | Nazione     | Oro | Argento | Bronzo | Totale |
| ------ | ----------- | --- | ------- | ------ | ------ |
| 1      | Paesi Bassi | 5   | 2       | 3      | 10     |
| 2      | Italia      | 4   | 1       | 4      | 9      |
| 3      | Germania    | 1   | 3       | 2      | 6      |
| 4      | Danimarca   | 1   | 3       | 0      | 4      |
| 5      | Belgio      | 1   | 1       | 0      | 2      |
| 6      | Ucraina     | 1   | 0       | 0      | 1      |
| 7      | Russia      | 0   | 2       | 0      | 2      |
| 8      | Polonia     | 0   | 1       | 0      | 1      |
| 9      | Francia     | 0   | 0       | 0      | 1      |
| 9      | Estonia     | 0   | 0       | 1      | 1      |
| 9      | Svezia      | 0   | 0       | 1      | 1      |
| 9      | Svizzera    | 0   | 0       | 1      | 1      |
| Totale | Totale      | 13  | 13      | 13     | 39     |

## Sommario degli eventi
| Eventi                       | Oro                                                                                                 | Tempo    | Argento                                                                                  | Tempo | Bronzo | Tempo   |
| Uomini Elite                 | |          |                                                                                          |       | |         |
| Gara in linea dettagli       | Elia Viviani Italia                                                                                 | 3h30'52" | Yves Lampaert Belgio                                                                     | a 1"  | Pascal Ackermann Germania                                                                                     | a 8"    |
| Cronometro dettagli          | Remco Evenepoel Belgio                                                                              | 24'55"   | Kasper Asgreen Danimarca                                                                 | a 18" | Edoardo Affini Italia                                                                                         | a 20"   |
| Donne Elite                  | |          |                                                                                          |       | |         |
| Gara in linea dettagli       | Amy Pieters Paesi Bassi                                                                             | 2h56'02" | Elena Cecchini Italia                                                                    | s.t.  | Lisa Klein Germania                                                                                           | s.t     |
| Cronometro dettagli          | Ellen van Dijk Paesi Bassi                                                                          | 28'07"   | Lisa Klein Germania                                                                      | a 30" | Lucinda Brand Paesi Bassi                                                                                     | a 52"   |
| Uomini Under-23              | |          |                                                                                          |       | |         |
| Gara in linea dettagli       | Alberto Dainese Italia                                                                              | 3h08'53" | Niklas Larsen Danimarca                                                                  | s.t.  | Rait Ärm Estonia                                                                                              | s.t.    |
| Cronometro dettagli          | Johan Price-Pejtersen Danimarca                                                                     | 25'53"   | Mikkel Bjerg Danimarca                                                                   | a 11" | Stefan Bissegger Svizzera                                                                                     | a 12"   |
| Donne Under-23               | |          |                                                                                          |       | |         |
| Gara in linea dettagli       | Letizia Paternoster Italia                                                                          | 2h15'00" | Marta Lach Polonia                                                                       | s.t.  | Lonneke Uneken Paesi Bassi                                                                                    | s.t.    |
| Cronometro dettagli          | Hannah Ludwig Germania                                                                              | 29'20"   | Marija Novolodskaja Russia                                                               | a 38" | Elena Pirrone Italia                                                                                          | a 39"   |
| Uomini Junior                | |          |                                                                                          |       | |         |
| Gara in linea dettagli       | Andrij Ponomar Ucraina                                                                              | 2h32'27" | Maurice Ballerstedt Germania                                                             | a 21" | Andrea Piccolo Italia                                                                                         | a 21"   |
| Cronometro dettagli          | Andrea Piccolo Italia                                                                               | 26'52"   | Lars Boven Paesi Bassi                                                                   | a 12" | Enzo Leijnse Paesi Bassi                                                                                      | a 14"   |
| Donne Junior                 | |          |                                                                                          |       | |         |
| Gara in linea dettagli       | Ilse Pluimers Paesi Bassi                                                                           | 1h44'14" | Sofie van Rooijen Paesi Bassi                                                            | a 5"  | Kristina Nenadovic Francia                                                                                    | a 5"    |
| Cronometro dettagli          | Shirin van Anrooij Paesi Bassi                                                                      | 30'18"   | Aigul Gareeva Russia                                                                     | a 2"  | Wilma Olausson Svezia                                                                                         | a 42"   |
| Miste                        | |          |                                                                                          |       | |         |
| Staffetta a squadre dettagli | Paesi Bassi Bauke Mollema Amy Pieters Ramon Sinkeldam Floortje Mackaij Koen Bouwman Riejanne Markus | 52'49"   | Germania Lisa Klein Jasha Sütterlin Mieke Kröger Justin Wolf Lisa Brennauer Marco Mathis | a 14" | Italia Vittoria Guazzini Edoardo Affini Elisa Longo Borghini Manuele Boaro Silvia Valsecchi Davide Martinelli | a 1'25" |